# Participační kultura
Participační kultura je pojem z oboru mediálních studií, který popisuje zapojení příjemců mediálních sdělení do jejich tvorby. S pojmem ve spojitosti s médii přišel mediální teoretik Henry Jenkins v roce 2006 v publikaci Confronting the Challenges of Participatory Culture, kde participační kulturu popisuje následovně: „Cirkulace mediálního obsahu, skrze různé mediální systémy (…), závisí především na konzumentské aktivní participaci.“ Jde o opozitum k původnímu vnímání příjemců jako pasivního publika, které mediální sdělení jen neaktivně přijímá. Pojem je spojován hlavně s nástupem internetu, jenž umožňuje tvorbu mediálních obsahů i osobám, které v dřívějším lineárním modelu komunikace byly brány tak, že nemají možnost poskytnout zpětnou vazbu podavateli, což je v případě pasivního publika vztaženi k podavateli masmediálnímu. Jenkins tak poukazuje na to, že kulturní konvergence není jen změnou technologickou, ale i společenskou.
Samotná participační kultura je patrná již v době starověkého Řecka, kdy se lidé vyjádřením svých postojů při divadelním představení spolupodíleli na představení samotném. Lidé se snaží o participaci, tedy spolupodílení se, prakticky ve všech oblastech života — politika, ekonomika, kultura aj. Německý sociolog Jürgen Habermas mluví o formování veřejného mínění prostřednictvím výměny informací a zpráv na základě společného zájmu. V tomto ohledu dnes mají bezpochyby nezměrný přínos nová média, především pak internet, který umožňuje volný přenos idejí a informací nejen mezi občany, ale hlavně mezi občany a politiky či konkrétními odborníky a institucemi, a tím se zvyšuje i jejich možnost participace ve veřejné sféře. Jak uvádí Denis McQuail: „Hlavními uživateli těchto médií by měly být skupiny v širší společnosti, založené na různých kritériích, včetně etnicity, imigrace, místní komunity, speciálních potřeb nebo zájmů, víry atp.“ Nová média pak umožňují větší interakci a občanskou angažovanost.
Americký historik Mark Poster dělí mediální věk na dvě období. V prvním mediálním věku malá skupina organizovaných tvůrců mediálního obsahu předávala sdělení směrem k masovému publiku. To přitom mělo jen minimální možnost zpětné vazby či participace na tomto mediálním obsahu. Pro druhý mediální věk, který nastává s příchodem digitálních médií, už je typická výraznější aktivita příjemců. Nejedná se už jen o pasivní příjemce, ale aktivní komunikátory a participanty. Konzument mediálního obsahu je informovanější a více se do celého procesu zapojuje. Jak uvádí český novinář Václav Moravec, zásadní zlom v oblasti médií nastal s příchodem prostředí webu 2.0 v roce 2004. Zatímco předchozí web 1.0 umožňoval pouze pasivní sledování obsahu, web 2.0 najednou uživatelům umožňuje participaci na obsahu a vlastní tvorbu. Interaktivita je tak hlavní charakteristikou nových médií. Konzumenti, kteří se aktivně podílejí na tvorbě nového obsahu, dávají vzniknout nové participativní kultuře.
S participační kulturou se pojí pojem prosumer (kombinace angl. slov producer - tvůrce a consumer - spotřebitel), což je označení pro publikum, které obsah nejen přijímá, ale i produkuje. Nástup participační kultury byl umožněn až s transformací webu na Web 2.0, který díky konvergenci umožnil snazší sdílení a obecně tvorbu obsahů.